# Wardriving

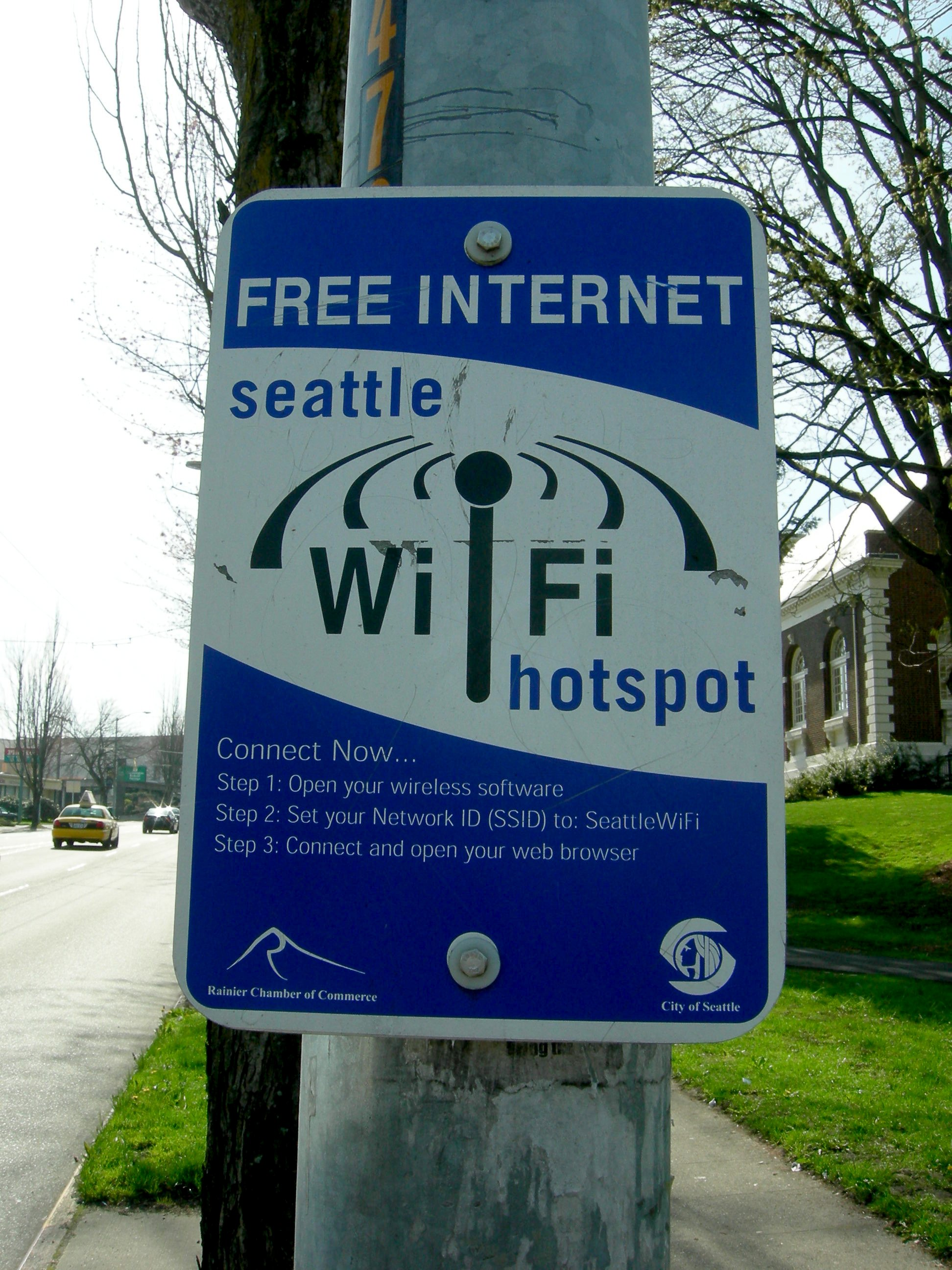
Skylt om öppet Wi-Finätverk

Wardriving betecknar pejling efter och insamlingen av uppgifter om öppet tillgängliga trådlösa nätverk. Många program för Wardriving är fritt tillgängliga på Internet, till exempel NetStumbler, InSSIDer eller Ekahau Heat Mapper. Det finns också Wardriving för handburna spelkonsoler som stöder Wi-Fi, sniff_jazzbox/wardive så som Nintendo DS/Android, Road Dog för Playstation Portable, WiFi-Where for Iphone, G-MoN, Wardrive, och Wigle Wifi för Android, och WlanPollution.

## Historik
I och med att licensfria trådlösa nätverk, vanligen WLAN enligt standarden IEEE 802.11, med en räckvidd om några hundratal meter blev vanliga för privat och kontorsbruk under 1990-talet, blev det också möjligt att utifrån gatan nå nät som avsiktligt eller oavsiktligt lämnats öppna och genom dessa ansluta sig till Internet.

## Utrustning
Wardriving bedrivs vanligen med en vanlig bärbar dator eller mobil från bil, buss, cykel, till fots, eller från flygplan. Färdiga program som Netstumbler och Kismet samt WiGLE.net Wardriving underlättar pejlandet. Programmen kan även läsa av en GPS-navigator och bokföra kartkoordinater tillsammans med övriga uppgifter om upptäckta radionät. Ofta används en antenn konstruerad av ett pringlesrör som riktbar antenn men även professionellt tillverkade antenner finns att tillgå.

## Tävlingar
Det anordnas tävlingar i wardriving där det gäller att till exempel hitta flest unika nät under en viss period.

## Termen
Termen wardriving myntades runt år 2001 som en anspelning på termen wardialing. Båda termerna har myntats av den kaliforniske datapionjären Pete Shipley. Wardialing syftar på att ringa upp slumpvis valda telefonnummer för att hitta de telefonlinjer som är kopplade till modem. Wardialing är mest känt genom filmen Wargames.
Det är inte nödvändigt att köra bil (engelska: driving) för att kartlägga de trådlösa nätverken - kompletterande termer är warwalking, warcycling och warclimbing, som passar för att komma åt platser där användning av bilar inte är möjlig.
Vid sidan av kartläggning förekommer även utslagning av nätverk (Denial of Service-attacker) genom att störa radiosignaler med till exempel hjälp av modifierade mikrovågsugnar eller genom att sända in olika former av förvirrande datapaket som gör nyttig kommunikation omöjlig.